# 愛知県立西尾東高等学校
愛知県立西尾東高等学校（あいちけんりつ にしおひがしこうとうがっこう）は、愛知県西尾市小島町大郷にある普通科の公立高校。三河群Aグループに属する。

## 現状
通学圏は、西尾市、安城市南部、岡崎市南西部が中心。
鉄道駅から離れていることもあり、地域密着色が強い。
学校入り口の坂「のぼり路」が有名。

## 象徴

### 校訓
「気迫と品位」のもと、3つの力（知力・気力・体力）を培い、3つの意・こころ（誠意・善意・熱意）の体得に努めている。

### 校章
西尾東の西と東を形象化し、二つの三角形は“三つの力・三つの意（こころ）” を表している。上の尖った部分はスペード（鋤）を表している。全体として、人が大地に立つ姿を示している。

### 環境
西尾市北東の小高い丘の上にあり、窓辺からは西尾市内をはじめ、三ヶ根山の山々を見ることができる。周囲は緑に囲まれていて樹木が多い。

### 制服
2025年度新入生（50回生）より、新制服が導入された。
冬服（新制服）
・男女共通：ブレザー等（自由選択可）
冬服（旧制服）
- 男子：詰襟
- 女子：ブレザー

夏服（新制服） ・男女共通：ポロシャツ等（自由選択可）
夏服（旧制服）
- 男子：ワイシャツ
- 女子：開襟シャツ

## 年間行事

### 前期
- 4月：入学式
- 5月：中間考査
- 6月
  - 1年：遠足（犬山・リトルワールド）
  - 2年：修学旅行（広島、神戸、USJ）
  - 3年：遠足（ナガシマスパーランド）
- 7月
  - 期末考査
  - 球技大会
- 8月：夏季課外授業
- 9月：学校祭（体育大会・文化祭）

### 後期
- 10月
  - 中間考査
  - 1年芋煮会
- 12月：期末考査
- 1月
  - 図書館教養講座
  - 3年学年期末テスト
- 2月：1・2年学年末考査
- 3月
  - 卒業式
  - 一般入学検査

## 高大連携
2008年（平成20年）度より、愛知教育大学との間で高大連携を行っている。愛知教育大学への進学を望む生徒は、特別推薦入試を利用して愛知教育大学への進学を目指している。

## 部活動

### 運動部
- バレーボール
- ソフトテニス
- 陸上
- 卓球
- バスケットボール
- ソフトボール
- 柔道
- 硬式野球
- ハンドボール
- テニス
- 剣道
- 水泳
- サッカー
- 弓道

### 文化部
- 放送
- 茶道
- 華道
- 文芸
- 地歴
- ESS
- 数学
- 美術
- 囲碁
- 吹奏楽
- 家庭
- 自然科学
- ボランティア

## 交通アクセス
- 名鉄西尾線 桜町前駅下車、東へ2.6km（自転車で約15分）。
- 名鉄西尾線 西尾駅より名鉄東部交通バス乗車、「総合体育館・西尾東高前」バス停下車、徒歩で約3分。
- 名鉄西尾線 西尾駅より自転車で約20分。

## 著名な出身者
- 岩瀬仁紀 - 元プロ野球投手（中日ドラゴンズ）
- 牧田哲也（D-BOYS） - 俳優
- 楠悠 - 歌手、元サンスポアイドルリポーター（旧称・柳瀬悠希）
- 廣瀬誠 - 柔道家、パラリンピック日本代表
- 小池良介 - スタンダップ・コメディアン

## 事件
2023年4月11日に、同校の校内に侵入してきた人物が、女子生徒の前で下半身を露出し、女子生徒がPTSDを発症する事件が発生した。被疑者は未検挙のままで、愛知県警察が建造物侵入などの容疑で捜査を行っている。